# Józef Kossakowski (ichtiolog)
Józef Kossakowski, Korwin-Kossakowski, ps. „Łopuch” (ur. 9 czerwca 1917 w Kijowie, zm. 19 listopada 1988 w Warszawie) - żołnierz Armii Krajowej, polski ichtiolog, specjalista astakologii, docent w Instytucie Rybactwa Śródlądowego w Olsztynie.

## Życiorys
Urodził się w rodzinie ziemiańskiej 9 czerwca 1917 r. w Kijowie. Uczęszczał do szkół w Warszawie (gimnazjum Lorenza) i w Zakopanem, ostatnie cztery lata szkoły średniej spędził we Lwowie w Korpusie Kadetów, gdzie w 1937 r. zrobił maturę. Służbę wojskową odbył w Szkole Podchorążych Kawalerii w Grudziądzu i 1 Pułku Ułanów Krechowieckich w Augustowie. Studia podjęte w Akademii Handlowej w Poznaniu, przerwane zostały przez wojnę. We wrześniu 1939 powołany został do macierzystego pułku, pod koniec września, po rozwiązaniu oddziału, przekroczył granicę litewską. Trafił do obozu dla internowanych w Birsztanach, gdzie przebywał około miesiąca. Przez ponad dwa lata przebywał na Litwie, pracując między innymi jako praktykant rolny w majątku kuzyna, czy jako robotnik na kolei. Pod koniec stycznia 1942 r. udało mu się przedostać na tereny okupowanej Polski.
Po powrocie do Polski przebywał w majątku rodziców Gliniance, pomagając w gospodarce. Aresztowani 6 stycznia 1943 r. wraz z ojcem i grupą przyjaciół przez gestapo (w wyniku donosu o pomocy żołnierzom AK), przez ponad 6 tygodni przebywali na Pawiaku, skąd wykupieni zostali przez rodzinę. Wyjechał w Sokołowskie, gdzie pracował jako praktykant rolny w majątku Łuski. Jako żołnierz AK (pseudonim "Łopuch") działał na terenie Obwodu Sokołowskiego. W akcji "Burza" brał czynny udział w oddziale leśnym w lasach kurowickich i repkowskich. Mieszkał następnie w majątku Sabnie u państwa Moniuszków (rodziców przyszłej żony Hanny), uczestnicząc w działalności konspiracyjnej aż do reformy rolnej, gdy właściciele zostali wyrzuceni z majątku. Od lata 1944 do sierpnia 1945 r. działał w Obwodowym Patrolu Żandarmerii, początkowo jako zastępca dowódcy Patrolu, potem jako łącznik z Komendą Obwodu.
Po wojnie rozpoczął studia na Wydziale Rolnym SGGW, specjalizując się w Zakładzie Ichtiobiologii i Rybactwa, pod kierunkiem profesora Franciszka Staffa. Jako student uczestniczył w pracach badawczych zespołów biologiczno-rybackich na Wiśle. Egzaminy dyplomowe złożył w 1949, kończąc warszawską uczelnię jako inżynier rolnik i magister nauk agrotechnicznych (przyrodniczych).
Pracę zawodową podjął w Centralnym Inspektoracie Standaryzacji przy Ministerstwie Handlu Zagranicznego (jeszcze przed ukończeniem studiów). W tym czasie skonkretyzował swoje zainteresowania naukowe na rakach. W 1951 przeszedł do tworzonego pod kierunkiem Stanisława Sakowicza Instytutu Rybactwa Śródlądowego, początkowo z tymczasową siedzibą w Warszawie, następnie w Olsztynie. Objął kierownictwo Działu Planowania Naukowego Instytutu. W latach 1966–1977 był sekretarzem naukowym Instytutu.
W 1963 w Wyższej Szkole Rolniczej w Olsztynie obronił rozprawę doktorską Współbytowanie raków Astacus astacus (L.) i Astacus leptodactylus Esch. na przykładzie jeziora Łoby (częściowo opublikowana w "Rocznikach Nauk Rolniczych", seria B, tom 84, 1964). Od 1973 pracował w Instytucie Rybactwa Śródlądowego na stanowisku docenta.
Ogłosił łącznie 28 publikacji dotyczących raków, m.in. Nowa metoda stosowana w badaniach nad biologią raków ("Ekologia Polska", seria B, tom 8,  zeszyt 4, 1962), Porównanie kilku wskaźników morfometrycznych u trzech gatunków raków z wód polskich ("Roczniki Nauk Rolniczych", seria B, tom 81, zeszyt 2, 1962). W 1966 nakładem Państwowego Wydawnictwa Rolniczego i Leśnego wydał monografię Raki, która doczekała się kilku przekładów zagranicznych. Zasługą Kossakowskiego było sprowadzenie do polskich wód szwedzkiego raka sygnałowego Pacifastacus leniusculus Dana.
Józef Kossakowski należał do Międzynarodowego Towarzystwa Astakologów (International Association of Astacology) i uczestniczył w jego kongresach. Pośmiertnie (w 1990 r.) został honorowym członkiem tego Towarzystwa. Brał udział w pracach Europejskiej Komisji Doradczej ds. Rybactwa Śródlądowego przy FAO (EIFAC/FAO). Był członkiem Towarzystwa Przyjaciół Nauk o Ziemi, Polskiego Towarzystwa Hydrobiologicznego, Towarzystwa Rozwoju Ziem Zachodnich.
W 1981 przeszedł na emeryturę, kontynuując współpracę z Instytutem Rybactwa Śródlądowego i jego Zakładem Upowszechniania Postępu jako redaktor serii rybackiej "Roczników Nauk Rolniczych". Był odznaczony m.in. Srebrnym i Złotym Krzyżem Zasługi oraz Krzyżem Kawalerskim Orderu Odrodzenia Polski. 
Zmarł 19 listopada 1988 w Warszawie, pochowany został na cmentarzu w Brwinowie.